# Agnes Lorentzen
Agnes Wilhelmine Victoria Lorentzen (født 21. februar 1874 i København, død 23. december 1947) var en dansk skuespillerinde.
Hun var engageret på Nørrebros Teater. I 1909 debuterede hun hos Nordisk Film hvor hun kun afbrudt af et mindre antal film for Biorama i periode 1910-1911 var fast ansat de næste 10 år og have biroller i en lang række stumfilm.
Hun var gift med skuespiller Aage Lorentzen (1880-1955).
Agnes Lorentzen er begravet på Sundby Kirkegård.

## Filmografi
| - Grevinde X (instruktør Viggo Larsen, 1909) - En Kvinde af Folket (instruktør Viggo Larsen, 1909) - Elverhøj (som Elisabeth Munk, Walkendorfs myndling; instruktør Jørgen Lund, 1910) - København ved Nat (som Champagne Anna; ukendt instruktør, 1910) - Spionen fra Tokio (instruktør August Blom, 1910) - Manicuredamen med det store Hjærte (som 2. Manicuredame; ukendt instruktør, 1911) - Sparekassebogen (som stuepigen; instruktør Arvid Ringheim, 1911) - Dødsspring til Hest fra Cirkuskuplen (instruktør Eduard Schnedler-Sørensen, 1912) - Den glade Løjtnant (instruktør Robert Dinesen, 1912) - Manegens Stjerne (som nonne; instruktør Leo Tscherning, 1912) - Et Hjerte af Guld (instruktør August Blom, 1912) - Dødsangstens Maskespil (instruktør Eduard Schnedler-Sørensen, 1912) - Hjærternes Kamp (instruktør August Blom, 1912) - Jeg vil ha' en Søn (ukendt instruktør, 1912) - Koleraen (instruktør Christian Schrøder, 1912) - Ballettens Datter (instruktør Holger-Madsen, 1913) - Axel Breidahl som Hypnotisør (instruktør Axel Breidahl, 1913) - Privatdetektivens Offer (instruktør Sofus Wolder, 1913) - Hustruens Ret (instruktør Leo Tscherning, 1913) - Hans vanskeligste Rolle (instruktør August Blom, 1913) - Chatollets Hemmelighed (instruktør Hjalmar Davidsen, 1913) - Den tredie Magt (instruktør August Blom, 1913) - Kongens Foged (instruktør Sofus Wolder, 1913) - Vennerne fra Officersskolen (instruktør Eduard Schnedler-Sørensen, 1913) - Inderpigen (instruktør Robert Dinesen, 1914) - Stop Tyven (instruktør Sofus Wolder, 1914) | - Bytte Roller (instruktør August Blom, 1914) - Gissemands Kærlighedshistorie (sokm Fru Tychsen; instruktør Alfred Cohn, 1915) - Doktor X (instruktør Robert Dinesen, 1915) - Ungkarl og Ægtemand (som Karoline, Meyers kone; instruktør A.W. Sandberg, 1915) - Hans Kusine (som Fru Berg; instruktør Lau Lauritzen Sr., 1915) - Den skønne Ubekendte (som tante Aurelia; instruktør Lau Lauritzen Sr., 1915) - Den sidste Nat (instruktør Robert Dinesen, 1915) - Danserindens Hævn (instruktør Holger-Madsen, 1916) - Addys Ægteskab (instruktør Karl Mantzius, 1916) - Studentens glade Liv (instruktør Lau Lauritzen Sr., 1916) - En nydelig Onkel (instruktør Lau Lauritzen Sr., 1916) - En uheldig Skygge (instruktør Lau Lauritzen Sr., 1916) - Kærlighed og Spøgelser (som Ada, Nolkes hustru; instruktør Lau Lauritzen Sr., 1916) - Pax æterna (instruktør Holger-Madsen, 1917) - Pjerrot (instruktør Hjalmar Davidsen, 1917) - Pigen fra Palls (instruktør Eduard Schnedler-Sørensen, 1917) - Askepot (instruktør Lau Lauritzen Sr., 1917) - Hendes Moders Løfte (som en nonne; instruktør Holger-Madsen, 1917) - Et Barnehjerte (instruktør Hjalmar Davidsen, 1917) - Brændte Vinger (instruktør Emanuel Gregers, 1917) - Hendes stille Sværmeri (instruktør Lau Lauritzen Sr., 1918) - Grevindens Ære (instruktør August Blom, 1919) - Krigsmillionæren (instruktør Emanuel Gregers, 1919) - Manden, der gøer (som en kvinde af folket; instruktør Lau Lauritzen Sr., 1919) - Hans gode Genius (instruktør August Blom, 1922) |